# میرکو بورتولوتی
میرکو بورتولوتی (انگلیسی: Mirko Bortolotti؛ زادهٔ ۱۰ ژانویهٔ ۱۹۹۰) راننده خودروی مسابقه‌ای اهل ایتالیا است.